# NGC 795
NGC 795 est une (vaste ?) galaxie lenticulaire située dans la constellation de l'Éridan. NGC 795 a été découverte par l'astronome britannique John Herschel en 1834.

## Caractéristiques
Sa vitesse par rapport au fond diffus cosmologique est de 5 711 ± 41 km/s, ce qui correspond à une distance de Hubble de 84,2 ± 5,9 Mpc (∼275 millions d'al).
À ce jour, une mesure non basée sur le décalage vers le rouge (redshift) donne une distance d'environ 64,100 Mpc (∼209 millions d'al). Cette valeur est à l'extérieur des valeurs de la distance de Hubble. Notons cependant que c'est avec la valeur moyenne des mesures indépendantes, lorsqu'elles existent, que la base de données NASA/IPAC calcule le diamètre d'une galaxie et qu'en conséquence le diamètre de NGC 795 pourrait être d'environ 57,0 kpc (∼186 000 al) si on utilisait la distance de Hubble pour le calculer.